# کامریو، پورتوریکو
کامریو (به انگلیسی: Comerío) یک منطقهٔ مسکونی در ایالات متحده آمریکا است که در پورتوریکو واقع شده‌است.
 کامریو ۷۳٫۱۳ کیلومتر مربع مساحت و ۲۰٬۷۷۸ نفر جمعیت دارد.